# Correbia minima
Correbia minima är en fjärilsart som beskrevs av Druce 1905. Correbia minima ingår i släktet Correbia och familjen björnspinnare. Inga underarter finns listade i Catalogue of Life.